# RSO牽引車
RSO牽引車（德文：RaupenSchlepper Ost，東部用履帶式牽引車）是在第二次世界大戰時，由奧地利的史泰爾公司所開發製造，由德軍使用於東部戰線擔任物資搬運、火砲牽引用的履帶式牽引車。

## 開發過程
1941年德軍在進攻攻俄國之際，因受到冬季的影響而使得未鋪柏油道路變得一片泥濘，由馬車與一般輪式卡車對前線進行補給變得極度困難。因為這樣的經驗，德國的戰車委員會便計畫了新型的牽引、補給用車輛，並在1942年春指名史泰爾公司進行開發。並在當年夏天由兵器局第6課提出了「能夠跟上歩兵師的速度，在下雪・泥濘時也能夠正常的行駛，而且要盡量減少如橡膠等戰略物資的使用，達成低成本、高量産性的車輛」這樣的具體提案。
結果完成的本車僅以簡易的變速機構，搭配上單邊4個的轉輪以及葉片彈簧式的懸吊系統，轉輪也不使用橡膠的材料包覆，如此精簡的機構在德軍的軍用車輛裡面，可以說是罕見的異例。而由1942年11月起，以RSO/01為名被開始大量生産。另外本車相對於車寬來說極高的車高，據說是由於希特勒直接下的指示。由1943年開始則變更為生產RSO/02，原本原型有弧度的車廂變更為較為直線的設計，以進一步改善生產性。同時生產也不再僅限於史泰爾一家，汽車聯盟（Auto Union）、KHD等五家公司也開始加入生產，使得本車最後的總生産量達到了27792輛。雖然名稱跟開發目的原本都是以東部戰線為主，但是實際上則在東西部戰線均被廣泛的使用。
相較於本車的重量，配備了寬度極寬的履帶，因此在俄國的泥濘大地上也可以行駛，雖然速度較低卻能確實的在爛路之中將物資運抵前線。除了搬運物資之外，也被運用於75mm PaK 40反戰車砲、Nebelwerfer 41 六管火箭發射器等的牽引。
另外，在與本車同一時期，由身為戰車委員会委員長的斐迪南・保時捷博士也開發了稱為Radschlepper Ost（東部用輪式牽引車、開發名稱為Porsche Type175）的車輛。是為了提高不整地上的越野性而採用了巨大車輪的四輪車，生產方面則是由捷克的Škoda公司來進行。但是因為無法發揮出期待的性能，最後只生産了極少的數量。因此雖然其簡稱也叫做RSO，但是通常提到RSO的場合都是指史泰爾公司製造的履帶車輛。

## 衍生型
除了上述使用汽油引擎的RSO/01、RSO/02之外，因為東部戰線的俄軍以使用柴油為主，也嘗試開發出了使用柴油引擎的RSO/03，不過實際生產數量並不多。
另外以RSO/02為基礎，有開發過水陸兩用的款式，不過僅止於試作並未量產。

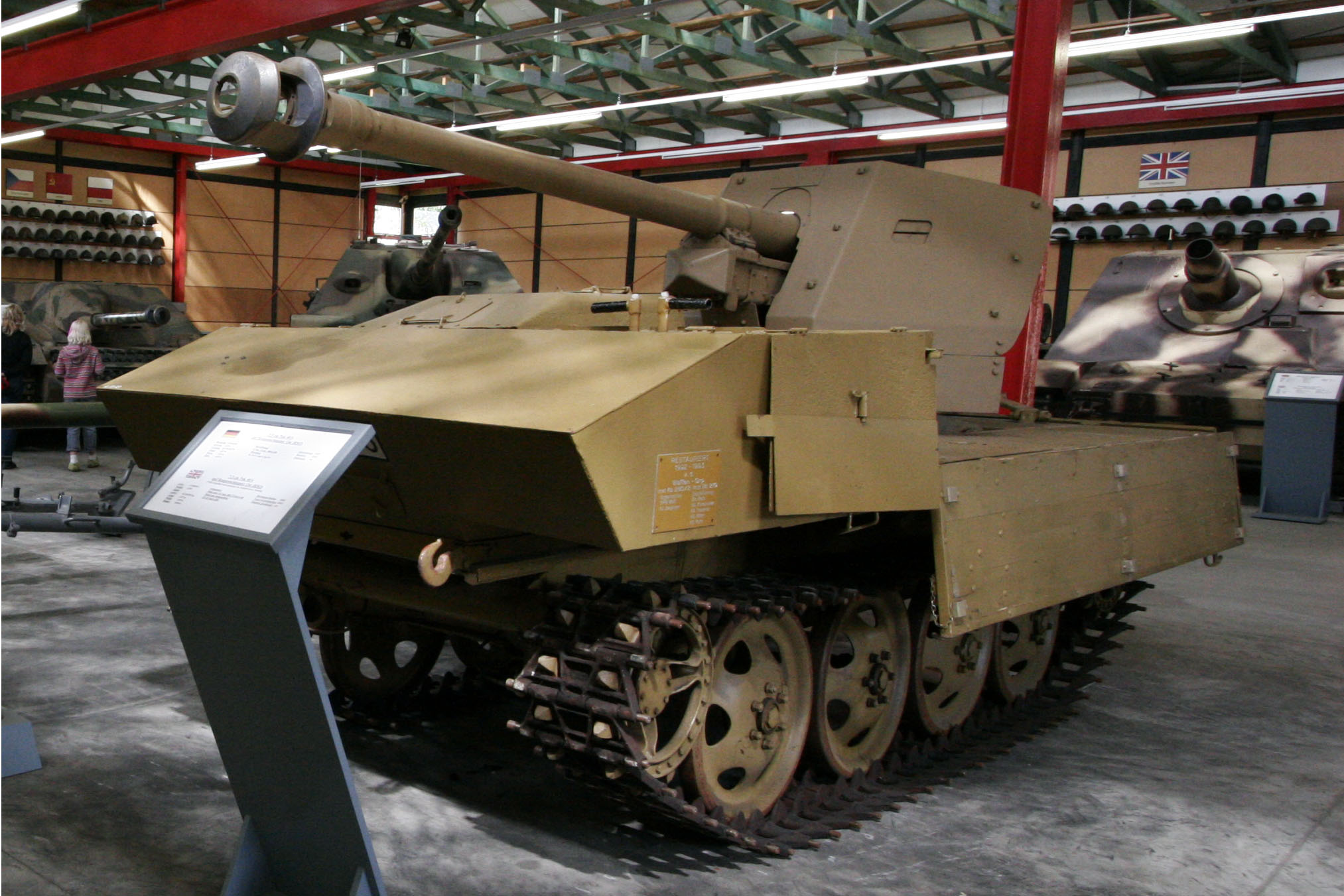
7.5 cm PaK 40搭載型RSO

此外在1943年，以史泰爾公司的提案為基礎、製作了以RSO/02底盤來安裝7.5cm PaK 40的自走砲型，並賦予7.5cm PaK40/4 auf Raupenschlepper, Ost(Sf)（7.5cm PaK40/4搭載東部用履帶式牽引車（自走式））這樣的名稱。這是將通常型RSO/02的車廂拆除，在駕駛座周邊安裝5mm厚的裝甲板(開放式無車頂)，並在後方設置了木製的摺疊式射擊砲座。所搭載的PaK 40相較於黃鼠狼II等自走砲，有著能旋轉360度的優勢，但是因為只配備了通常牽引型PaK 40用的防盾（試作型是直接沿用，量産型則將防盾的下部延長）並未增加任何裝甲，加上並非使用戰車底盤，底盤部分的裝甲原本就薄，整體防禦力可說是非常薄弱。
不過在1943年9月，德軍仍然下訂了50輛的先行量産型。而且因為本車受到希特勒的注意，所以預計從1944年3月起，將更進一步的提高生產量。計劃是由3月起能將月産量提高到60輛的生産體制，7月之後更以月産400輛為目標。但是送到南部集團軍的5個戰車驅逐營的先行量産型，經過實際運用得到的結果是：防御力貧乏、速度低落而使其損失遠較其他型的自走砲來得多，量産計劃也因此被取消。

## 外部連結
- Engines of the Wehrmacht - "Steyr RSO", 1.5-ton, 4x4, Troop Carrier